# 弘道 (唐)
弘道（こうどう）は、唐の高宗李治の治世に使用された最後の元号。683年。

## 西暦・干支との対照表
| 弘道 | 元年  |
| 西暦 | 683年 |
| 干支 | 癸未  |